# Kōji Yamasaki
Pour les articles homonymes, voir Yamasaki.
Kōji Yamasaki (山﨑 晃嗣, Kōji Yamasaki) né le 27 février 1996 dans la préfecture de Hiroshima, est un joueur de hockey sur gazon japonais. Il évolue au poste d'attaquant au Gifu Asahi Club et avec l'équipe nationale japonaise
Il a participé aux Jeux asiatiques en 2018 et aux Jeux olympiques d'été en 2020.

## Palmarès

### Jeux asiatiques
- : 2018